# フランスのバスケットボール選手一覧
フランスのバスケットボール選手一覧（-せんしゅいちらん）は、フランスのバスケットボール選手のリストである。
既に記事があるものに関してはCategory:フランスのバスケットボール選手を参照されたい。
この項目はCategoryではないので、記事の無い選手について赤リンクのままにしておく事が出来る。記事の無いものに関しては一時的に簡単な説明（時代、クラブ、ilの所在）等を併記しておいて構わない。
- アレクシス・アジンカ
- アントワン・リゴドー
- イアン・マヒンミ
- エドウィージュ・ローソン＝ワド
- エミリ・ゴミス
- エメリーヌ・ンドンゲ
- サンドリーヌ・グルダ
- ジェローム・モイソ
- ジョアキム・ノア
- セリーヌ・ドゥメルク
- トニー・パーカー
- ナンド・デ・コロ
- ニコラス・バトゥム
- フレデリック・ワイス
- フローラン・ピートラス
- ボリス・ディアウ
- ミカエル・ジェラバル
- ミカエル・ピートラス
- ヤクーバ・ディアワラ
- ヨハン・ペトロ
- ロドリグ・ボーボワ
- ロニー・トゥリアフ
- イザベル・フィジャカウスキー（英語版） (Isabelle Fijalkowski)
- ルディ・ゴベール
- エバン・フォーニエ
- ケビン・セラフィン
- ダミエン・イングリス
- ジョフリー・ラヴァーニュ
- リビオ・ジャン・チャールズ